# Konstanty Gutschow
Konstanty Gutschow (* 10. Dezember 1902 in Hamburg; † 8. Juni 1978 ebenda) war ein deutscher Architekt.

## Leben bis 1945
Konstanty Gutschow wurde 1902 in Hamburg geboren. An der Gelehrtenschule des Johanneums in Hamburg legte er das Abitur ab. Danach unternahm er zunächst eine ausgedehnte Studienreise durch Spanien, bevor er im Wintersemester 1921/1922 das Architekturstudium an der Technischen Hochschule Danzig aufnahm. Kurz darauf wechselte er an die Technische Hochschule Stuttgart. Heinz Wetzel, Paul Bonatz und Paul Schmitthenner waren hier seine wichtigsten Lehrer. Schon vor Beginn seines Studiums, aber auch während seiner Studentenzeit arbeitete er im Architekturbüro von Fritz Höger, der ihn in seiner Berufswahl bekräftigte. Er absolvierte in Hamburg, wo auch sein Bruder, der Fotograf Arvid Gutschow, lebte, auf der Baustelle des Chilehauses ein Baupraktikum. Im Jahre 1926 legte er seine Diplom-Hauptprüfung an der Technischen Hochschule Stuttgart ab, war anschließend in verschiedenen Architekturbüros tätig, bevor er ab 1927 in der Hochbaudirektion Hamburg unter Oberbaudirektor Fritz Schumacher eine Anstellung fand. 1928 legte Gutschow das zweite Staatsexamen zum Regierungsbaumeister (Assessor im öffentlichen Bauwesen) ab. Er ging aber nicht in den Staatsdienst, sondern wählte den Weg in die Selbständigkeit und gründete 1929 ein eigenes Architekturbüro.

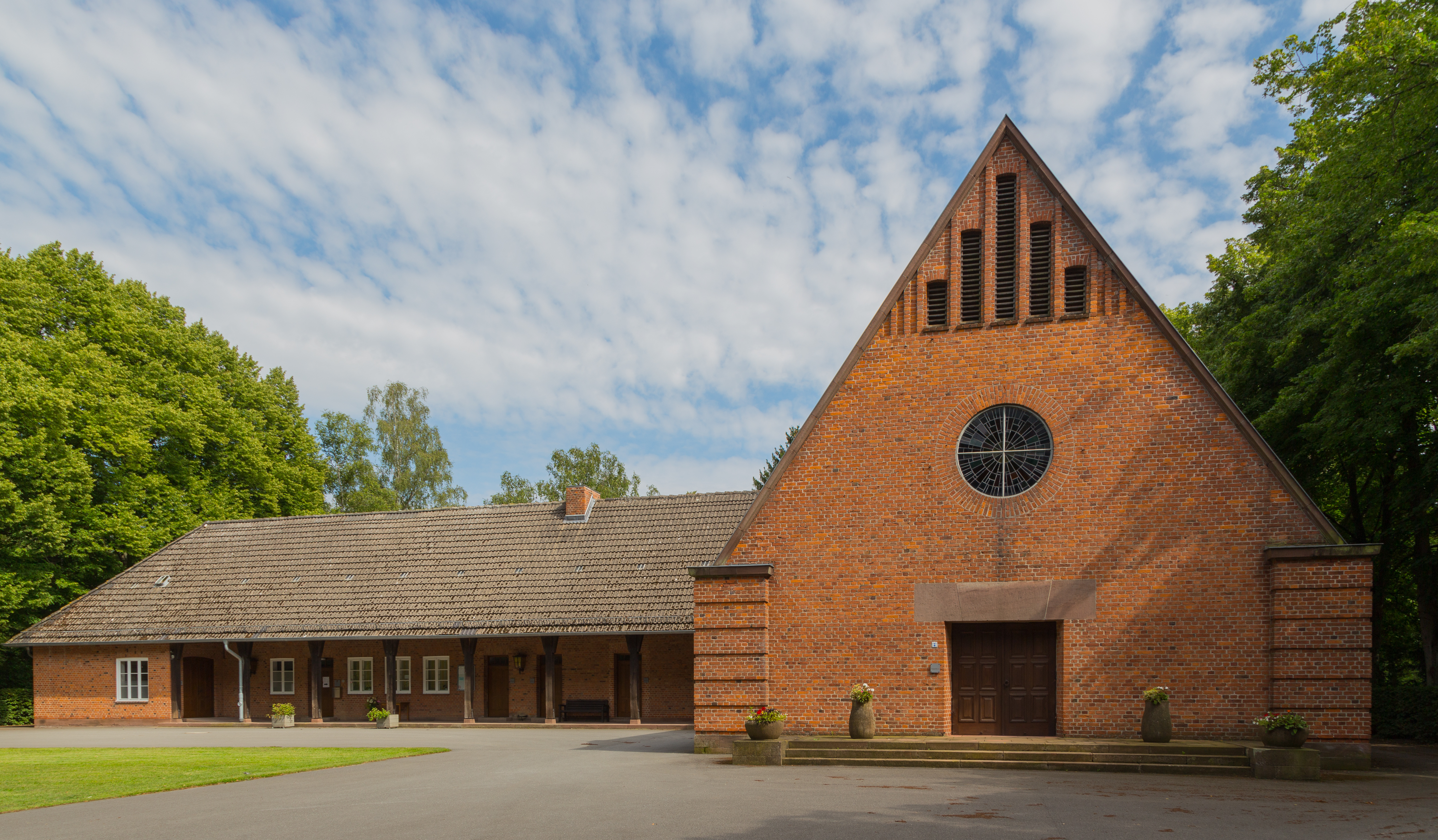
Trauerhalle in Wismar

„Für Wismar fungierte Gutschow ab 1936 als ständiger Berater des Oberbürgermeisters in städtebaulichen Fragen. In Verbindung mit dieser Funktion entstanden auch einige Bauten in Wismar, darunter eine Friedhofskapelle, ein Anbau an das Hafentor, Siedlungsbauten der Dornier-Werke und eine Wohnhausgruppe an der Techenstraße.“
Allerdings blieb auch er von den Auswirkungen der Weltwirtschaftskrise nicht verschont und konnte sich nur mit Gutachten für die Reichsforschungsgesellschaft für Wirtschaftlichkeit im Bau- und Wohnungswesen e. V. (RfG) über Wasser halten. In dieser Zeit veröffentlichte er das Buch Umbau. Nach Sanierungsmaßnahmen in der nördlichen Hamburger Neustadt, vor allem aber wegen seines Engagements in der nationalsozialistischen SA, der er 1933 beitrat, wurde er an einem städtischen Kleinwohnungsbauprojekt in Hamburg-Horn beteiligt. Mit weiteren Bauten, dann aber vor allem durch seine Ernennung zum Hamburger Vertrauensarchitekten der obersten Bauleitung der Reichsautobahnen – zuständig für die Brückenbauten der Autobahn von Hamburg nach Lübeck – konnte Gutschow sich bei den Machthabern des Dritten Reiches profilieren. Am 3. Mai 1937 beantragte er die Aufnahme in die NSDAP und wurde rückwirkend zum 1. Mai desselben Jahres aufgenommen (Mitgliedsnummer 4.485.444). Ebenfalls 1937 wurde er zu einem Wettbewerb zur Gestaltung des nördlichen Hamburger Elbufers eingeladen, den er – auf persönlichen Bescheid Adolf Hitlers – gewann. 1939 wurde Gutschow vom Hamburger Gauleiter Kaufmann zum „Architekten des Elbufers“ ernannt. 1941 bekam er den Titel „Architekt für die Neugestaltung der Hansestadt Hamburg“ verliehen. Entsprechend dem nationalsozialistischen Führerprinzip war Gutschow dem Gauleiter direkt unterstellt – außerhalb der Behördenstruktur.
Er entwickelte einen (ersten) Generalbebauungsplan für Hamburg, der den Ausbau Hamburgs zur sogenannten „Führerstadt“ vorsah – mit 250 m hohem Gau-Hochhaus, Volkshalle, Elbhochbrücke und Hafenvergrößerung. (Diese Pläne wurden jedoch schon bald – aufgrund der zunehmenden Kriegszerstörungen – als kriegsunwichtig eingestuft und fallen gelassen.) Gutschow beschäftigte in dieser Zeit zahlreiche Hamburger Architekten – wie Rudolf Hillebrecht, Georg Wellhausen, Werner Kallmorgen, Bomhoff & Schöne, Dyrssen & Averhoff, Heinrich Bartmann und Rolf Romero – mit Gutachten und Wettbewerben, Bebauungspläne für verschiedene Stadtbereiche, auch mit dem Bau von Hochbunkern im Rahmen des „Führer-Sofortprogramms“. Diese Architekten wurden für die Dauer ihrer Beschäftigung vom Kriegsdienst freigestellt.
Aufgrund der zunehmenden Auswirkungen des Luftkriegs wurde Gutschow noch 1941 zum Leiter des neu geschaffenen Amtes für kriegswichtigen Einsatz (AKE) ernannt – zuständig für die Organisation der Trümmerräumung, Luftschutzmaßnahmen und Ersatzwohnraumbeschaffung, auch für den Einsatz von Zwangsarbeitern und KZ-Häftlingen in diesen Bereichen. Die massiven Schäden der Luftangriffe im Sommer 1943 eröffneten dann die Möglichkeit eines radikaleren Stadtumbaus als im ersten Generalbebauungsplan von 1941 vorgesehen, und so erstellte Gutschow mit seinen Mitarbeitern 1944 einen neuen Generalbebauungsplan mit dem Leitbild einer organischen Stadtentwicklung entlang der Elbe. In beide Generalbebauungspläne flossen wesentliche Ideen von Fritz Schumacher und Gustav Oelsner ein – Leitlinien, die von diesen schon während der Weimarer Republik entwickelt worden waren. Wohnen, Arbeiten und Verkehr sollten entmischt werden, die Stadt aufgelockert, durchgrünt werden. Die Verbesserung der hygienischen Bedingungen, aber auch Luftschutzgründe spielten bei diesen Überlegungen eine wichtige Rolle. Gutschow wurde 1943 von Albert Speer zum organisatorischen Leiter des „Arbeitsstabes für den Wiederaufbau bombenzerstörter Städte“ ernannt und erstellte Wiederaufbaupläne für Hamburg, Wilhelmshaven und Kassel. Gutschow stand 1944 in der Gottbegnadeten-Liste des Reichsministeriums für Volksaufklärung und Propaganda.

## Nachkriegszeit
Nach dem städtebaulichen Konzept von Gutschow entstand 1951 bis 1953 nach Plänen von Ernst Zinsser und Werner Dierschke das heute denkmalgeschützte und von der Universität Hannover genutzte Continental-Hochhaus am Königsworther Platz.

## Wirken nach dem Krieg
Gutschow betätigte sich selbst nicht mehr als Stadtplaner, aber einige seiner Ansätze wurden von seinen ehemaligen Mitarbeitern (Hans Bernhard Reichow, Rudolf Hillebrecht oder Wilhelm Wortmann) weiter vertreten. Er selbst gründete wieder ein Büro und entwarf Kliniken in Helgoland, Tübingen, Düsseldorf und Hannover, zeitweise in Zusammenarbeit mit Godber Nissen. 1964 verlieh ihm die nordrhein-westfälische Landesregierung den Professorentitel. Gutschow verließ sein Büro 1972. Er starb 1978 in Hamburg.
Der Architekt und Bauhistoriker Niels Gutschow ist sein Sohn.

## Werke
- 1954–1956: Wohngebäude mit Garagen, Am Kanonenwall 1–5, Hannover. Entwurf mit Walter Klare. Geschütztes Baudenkmal.[10]

## Schriften
- Konstanty Gutschow, Hermann Zippel: Umbau: Fassadenveränderungen, Ladeneinbau, Wohnhausumbau, Wohnungsteilungen ... 86 Beispiele mit 392 vergleichenden Ansichten, Grundrissen und Schnitten, in der Reihe Die Baubücher, Band 13, Stuttgart: J. Hoffmann, 1932
- Konstanty Gutschow (Bearb.): Hannover-Oststadt – „die Raschplatztangente“. Beiträge zur Aufbauplanung der Hauptstadt Hannover, Hannover: Madsack, 1951
- Konstanty Gutschow, Albrecht Schmidt: Neue Krankenhäuser (= New Hospitals), mit Fotos von Peter Ammon u. a., in der Reihe architektur wettbewerbe, Doppelheft 26, Stuttgart: Krämer, 1959
- Konstanty Gutčov, K. Aleksandera: Gradostroitel'nye osnovy: Planirovka i zastrojka žilych rajonov, in der Reihe Städtebaulicher Grundstoff (russisch), Moskva: Izd. literatury po stroitel'stvu, erschien in deutscher Übersetzung in: Deutsche Bauzeitschrift. 1958–1960, 1967